# Blackwing
Blackwing, il cui vero nome è Joseph Manfredi, è un personaggio dei fumetti, creato da Gerry Conway (testi) e Don Heck (disegni), pubblicato dalla Marvel Comics. La sua prima apparizione avviene in Daredevil (Vol. 1) n. 118 (febbraio 1975).
Figlio del temuto boss del Maggia e membro dell'HYDRA Silvermane, Blackwing è un criminale di secondo piano che ha spesso affrontato Devil, Capitan America.
Nelle prime edizioni in lingua italiana il suo nome è stato adattato in Ala Nera.

## Biografia del personaggio
Nato a Orlando, Florida, dal potente boss del Maggia Silvio "Silvermane" Manfredi e da sua moglie Caterina, Joseph cresce idolatrando il padre e seguendone le orme, sia negli affari di famiglia che divenendo leader delle manovre aeree nella divisione dell'HYDRA diretta dal genitore. Fornito di un costume ipertecnologico, Joseph riceve l'incarico di controllare le attività criminali del Circo del Crimine infiltrandosi al suo interno nei panni di "Blackwing" ma, quando Devil si scontra con il gruppo arrestando la maggior parte dei membri egli è costretto a fuggire abbandonando la missione.
Per rimediare a tutto ciò, assieme a Man-Killer, Mentallo, El Jaguar e Jackhammer, Blackwing prende parte al piano di Silvermane di rapire il procuratore distrettuale Foggy Nelson per attirare in trappola e uccidere Nick Fury, il loro piano viene tuttavia vanificato da Devil, la Vedova Nera e lo stesso direttore dello S.H.I.E.L.D.. Il fallimento dell'attentato provoca la dissoluzione della famiglia Manfredi e, di conseguenza, Blackwing intraprende la carriera di supercriminale spalleggiato da Jack Lanterna venendo notato da Teschio Rosso e reclutato, assieme al complice e a Tagliagole, nella nuova Ciurma degli Scheletri ma, poco tempo dopo, durante uno scontro con Capitan America e Falcon, viene sconfitto e consegnato alle autorità.
Evaso di prigione, Blackwing viene contattato dall'Incappucciata affinché si unisca alla sua incarnazione dei Signori del male. che tuttavia vengono sconfitti con facilità dai Thunderbolts. In seguito a tale ennesima sconfitta, Joseph abbandona le vesti di Blackwing per formare un proprio gruppo di supercriminali: gli Heavy Mettle e, per dimostrare il proprio valore a suo padre e agli altri boss del crimine di New York, ordina a uno dei suoi uomini di rubare la tuta della supereroina Turbo, membro dei New Warriors, tuttavia il suo uomo lo tradisce, entra nel programma di programma protezione testimoni e rivela tutto sulle attività illecite di Joseph, facendo sì che l'FBI riesca finalmente ad arrestarlo.

## Poteri e abilità
Blackwing non possiede alcun superpotere, tuttavia è un esperto nel corpo a corpo e nell'uso delle armi da fuoco, tuttavia la sua dote principale è quella di addestratore di pipistrelli, con cui ha quasi un rapporto empatico. Il costume che indossa è composto da uno strato di tessuto elastico sintetico sopra a un'armatura in maglia di ferro e comprende uno speciale mantello aerodinamico che, assieme a un aliante ipertecnologico gli conferisce la capacità di volare per brevi tratti.
In combattimento si serve inoltre di pipistrelli mutanti creati dagli scienziati dell'HYDRA e dotati di forza, dimensioni e intelligenza anormali.

## Altri Blackwing
Altri due personaggi hanno vestito i panni di Blackwing.

### Blackwing II
L'innominata seconda Blackwing è una componente della gang Heavy Mettle che, dopo l'arresto di Joseph, viene reclutata da Norman Osborn per entrare a far parte della sua Iniziativa Ombra e, nel corso di una missione, muore per mano di Blastaar.

### Blackwing III
Dopo aver perso i suoi poteri a seguito dell'M-Day, il mutante Barnell Bohusk si appropria di una versione modificata dell'armatura ipertecnologica di Joseph assume i panni di terzo Blackwing.

## Altri media
- Joseph Manfredi, interpretato da Ken Marino[18], appare nella seconda stagione della serie televisiva Agent Carter.